# Piotr Bromber
Piotr Bromber (ur. 1972) – polski ekonomista i urzędnik państwowy, doktor nauk społecznych, w latach 2021–2023 podsekretarz stanu w Ministerstwie Zdrowia.

## Życiorys
Ukończył studia politologiczne na Uniwersytecie im. Adama Mickiewicza, kształcił się podyplomowo w zakresie kontroli i audytu wewnętrznego (Wyższa Szkoła Handlu i Rachunkowości w Poznaniu) oraz zarządzania finansami (Uniwersytet Ekonomiczny w Poznaniu). Odbył studia doktoranckie z nauk ekonomicznych na Uniwersytecie Szczecińskim, w 2024 uzyskał stopień doktora nauk społecznych (dyscyplina: ekonomia i finanse) na podstawie rozprawy pt. Koncepcja funkcjonowania płatnika trzeciej strony w systemie ochrony zdrowia. Wykładał na Uniwersytecie Szczecińskim oraz w Instytucie Ekonomii i Finansów Uniwersytetu Zielonogórskiego. Opublikował kilkadziesiąt artykułów z zakresu finansów publicznych i zarządzania w ochronie zdrowia.
Pracował w Lubuskim Urzędzie Wojewódzkim jako kierownik oddziału audytu wewnętrznego oraz dyrektor wydziału zarządzania funduszami europejskimi. W 2007 został zastępcą dyrektora ds. ekonomiczno-finansowych w Lubuskim Oddziale Wojewódzkim Narodowego Funduszu Zdrowia. Od 2015 do 2018 był p.o. dyrektora tego oddziału, następnie w lipcu 2018 został jego dyrektorem. Od marca do października 2020 tymczasowo kierował zachodniopomorskim oddziałem NFZ. We wrześniu 2021 powołany na stanowisko podsekretarza stanu w Ministerstwie Zdrowia, odpowiedzialnego za dialog społeczny, które pełnił do 13 grudnia 2023. Później został szefem rady nadzorczej Głogowskiego Szpitala Powiatowego.